# Somewhere in Time
Somewhere in Time šesti je studijski album britanske heavy metal grupe Iron Maiden. Album je 29. rujna 1986. godine objavila diskografska kuća EMI.

## O albumu
Somewhere in Time je prvi album sastava na kojem su se pojavile sintetizirane gitare, no njihov će se značaj dodatno pojačati na sljedećem albumu grupe, Seventh Son of a Seventh Son. Glazbeni materijal Brucea Dickinsona bio je odbijen u korist gitarista Adriana Smitha koji je napisao mnogo pjesama u svezi s nazivom albuma (uključujući singlove "Wasted Years" i "Stranger in a Strange Land").
Većina pjesama sa Somewhere in Timea nestala je s grupinih koncertnih nastupa, no pjesme poput "Heaven Can Wait" i "Wasted Years" bile su izvađane na koncertima i godinama kasnije.
Ovo je također i prvi album grupe koji nije bio objavljen godinu dana nakon prethodnoga. Poslije Somewhere in Timea sastav nije više objavio niti jedan album u prethodnim razmacima od po godinu dana. Nakon objavljivanja albuma Powerslave grupa se počela više koncentrirati na pisanje tekstova pjesama i snimanje albuma te su usto i turneje postale duže i zahtjevnije.

## Popis pjesama
| 1.    | »Caught Somewhere in Time«                   | Steve Harris        | 7:26 |
| 2.    | »Wasted Years«                               | Adrian Smith        | 5:07 |
| 3.    | »Sea of Madness«                             | Smith               | 5:42 |
| 4.    | »Heaven Can Wait«                            | Harris              | 7:22 |
| 5.    | »The Loneliness of the Long Distance Runner« | Harris              | 6:31 |
| 6.    | »Stranger in a Strange Land«                 | Smith               | 5:45 |
| 7.    | »Deja-Vu«                                    | Harris, Dave Murray | 4:56 |
| 8.    | »Alexander the Great«                        | Harris              | 8:35 |
| 51:24 |                                              |                     |      |

## Osoblje
| Iron Maiden - Bruce Dickinson — vokali - Dave Murray — gitara, sintesajzer za gitaru - Adrian Smith — gitara - Steve Harris — bas-gitara, sintesajzer za bas-gitaru - Nicko McBrain — bubnjevi | Ostalo osoblje - Derek Riggs — naslovnica, koncept naslovnice, dizajn - Albert Boekholt — inženjer zvuka - Ronald Prent — inženjer zvuka - Sean Burrows — inženjer zvuka - Bruce Buchhalter — inženjer zvuka - George Marino — mastering - Rod Smallwood — koncept naslovnice, dizajn - Martin "Masa" Birch — produkcija, miksanje, inženjer zvuka |

## Top ljestvice

### Album
| Godina | Ljestvica               | Pozicija |
| ------ | ----------------------- | -------- |
| 1986.  | UK Top Ljestvica Albuma | #3       |
| 1986.  | Billboard Hot 200       | #11      |

### Singlovi
| Godina | Singl                        | Ljestvica          | Pozicija |
| ------ | ---------------------------- | ------------------ | -------- |
| 1986.  | "Wasted Years"               | UK Top 50 Singlova | #18      |
| 1986.  | "Stranger in a Strange Land" | UK Top 50 Singlova | #22      |